# Liste der Monuments historiques in La Boissière-École
Die Liste der Monuments historiques in La Boissière-École führt die Monuments historiques in der französischen Gemeinde La Boissière-École auf.

## Liste der Bauwerke
| Bezeichnung                    | Beschreibung | Standort | Kennzeichnung | Schutzstatus   | Datum     | Bild |
| ------------------------------ | ------------ | -------- | ------------- | -------------- | --------- | ---- |
| Grabkapelle der Familie Hériot |              | (Lage)   | PA00087375    | Classé         | 1987      |      |
| Schloss                        |              | (Lage)   | PA00087376    | Inscrit Classé | 1985 1987 |      |

## Liste der Objekte
- Monuments historiques (Objekte) in La Boissière-École in der Base Palissy des französischen Kultusministeriums